# Cyclisme aux Jeux africains de 2019
Navigation
2015 2023
Les compétitions de cyclisme aux Jeux africains de 2019 ont lieu du 21 au 29 août 2019, à Casablanca, au Maroc. 

## Médaillés hommes

### Cyclisme sur route
| Épreuve                      | Or                                                                  | Argent                                                                         | Bronze                                                                         |
| ---------------------------- | ------------------------------------------------------------------- | ------------------------------------------------------------------------------ | ------------------------------------------------------------------------------ |
| Course en ligne              | Youcef Reguigui                                                     | Ryan Gibbons                                                                   | Nassim Saidi                                                                   |
| Contre-la-montre individuel  | Ryan Gibbons                                                        | Kent Main                                                                      | Moïse Mugisha                                                                  |
| Contre-la-montre par équipes | Afrique du Sud Ryan Gibbons Jayde Julius Jason Oosthuizen Kent Main | Érythrée Natnael Andu Sirak Abraham Natnael Teweldemedhin Daniel Teklehaimanot | Rwanda Joseph Areruya Moïse Mugisha Didier Munyaneza Jean Claude Nzafashwanayo |

### VTT
| Épreuve                | Or                     | Argent                | Bronze               |
| ---------------------- | ---------------------- | --------------------- | -------------------- |
| Cross-country          | Tristan de Lange (NAM) | Alex Miller (NAM)     | Maher Habouria (TUN) |
| Cross-country marathon | Tristan de Lange (NAM) | Yannick Lincoln (MRI) | Alex Miller (NAM)    |

## Médaillées femmes

### Cyclisme sur route
| Épreuve                      | Or                                                                           | Argent                                                            | Bronze                                                                                             |
| ---------------------------- | ---------------------------------------------------------------------------- | ----------------------------------------------------------------- | -------------------------------------------------------------------------------------------------- |
| Course en ligne              | Maroesjka Matthee                                                            | Aurélie Halbwachs                                                 | Vera Adrian                                                                                        |
| Contre-la-montre individuel  | Ashleigh Pasio                                                               | Zanri Rossouw                                                     | Vera Adrian                                                                                        |
| Contre-la-montre par équipes | Afrique du Sud Maroesjka Matthee Zanri Rossouw Tiffany Keep Carla Oberholzer | Érythrée Mosana Abraham Desiet Tekeste Adyam Ande Danayit Tekeste | Éthiopie Miheret Asegele Gebreyewhans Selam Amha Gerefiel Tsega Gebre Beyene Eyerusalem Haftu Reda |

### VTT
| Épreuve                | Or                                | Argent                  | Bronze                                               |
| ---------------------- | --------------------------------- | ----------------------- | ---------------------------------------------------- |
| Cross-country          | Tiffany Keep (RSA)                | Aurélie Halbwachs (MRI) | Kimberley Lecourt de Billot (MRI)                    |
| Cross-country marathon | Kimberley Lecourt de Billot (MRI) | Aurélie Halbwachs (MRI) | Nancy Akinyi Debe (KEN) Fatima Zahra El Hayani (MAR) |

## Tableau des médailles
| Rang  | Nation         | Or | Argent | Bronze | Total |
| ----- | -------------- | -- | ------ | ------ | ----- |
| 1     | Afrique du Sud | 6  | 3      | 0      | 9     |
| 2     | Namibie        | 2  | 1      | 3      | 6     |
| 3     | Maurice        | 1  | 4      | 1      | 6     |
| 4     | Algérie        | 1  | 0      | 1      | 2     |
| 5     | Érythrée       | 0  | 2      | 0      | 2     |
| 6     | Rwanda         | 0  | 0      | 2      | 2     |
| 7     | Éthiopie       | 0  | 0      | 1      | 1     |
| 7     | Kenya          | 0  | 0      | 1      | 1     |
| 7     | Maroc          | 0  | 0      | 1      | 1     |
| 7     | Tunisie        | 0  | 0      | 1      | 1     |
| Total | Total          | 10 | 10     | 11     | 31    |